# 默基特希臘禮天主教大馬士革總教區
默基特希臘禮天主教大馬士革總教區（拉丁語：Archieparchia Damascena Graecorum Melkitarum）是敘利亞一個東儀天主教教區（默基特希臘禮）總教區，是該教會宗主教的教區。
1724年原屬安條克正教會的安條克牧首改宗天主教，同時在大馬士革建立了默基特希臘禮的教區。1838年宗主教設其座於此。2009年有150,000位教友、二十個堂區、四十六位司鐸。現任教區總主教為額我略·拉罕三世。

## 外部連結
- THE PATRIARCHAL SEE OF ANTIOCH - DAMASCUS  (englisch)
- Beschreibung auf catholic-hierarchy.org（页面存档备份，存于） (englisch)